# 문화창조융합센터
문화창조융합센터(文化創造融合센터, the Creative Center for Convergence Culture)는 글로벌 콘텐츠를 기획하고, 해당 콘텐츠가 유통될 수 있도록 산업 상태계의 기반을 조성하기 위하여 CJ E&M이 투자하여 설립된 시설로 CJ그룹이 운영하고, 대한민국 문화체육관광부가 투자유치와 지원을 담당한다. 공사비 100억원과 연간 운영비 10억원은 CJ E&M이 전액 부담하는데 각종 융·복합 동영상 콘텐츠를 제작할 때 필요한 첨단 설비를 무료로 제공하는 곳이다. 서울특별시 마포구 상암산로 66 (상암동) CJ E&M 사옥 1, 2층에 있다.

## 연혁
- 2015년 2월 11일 문화창조융합센터 개소식[6]

## 같이 보기
- 민관합동창조경제추진단
- 문화융성위원회
- 영화진흥위원회
- 한국영상자료원
- 한국콘텐츠진흥원
- 한국문화정보원
- 한국문화예술회관연합회
- 전국창조경제혁신센터협의회
- 예술의전당
- CJ E&M
- 롯데시네마
- 제일모직
- 신세계푸드
- SM엔터테인먼트
- YG엔터테인먼트
- JYP엔터테인먼트